# Ijahman Levi
Ijahman Levi, nato Trevor Sutherland (Christian, 1946), è un musicista giamaicano.
È un musicista reggae. Il suo primo album, Haile I Hymn, fu pubblicato dalla Island Records nel 1978. Divenne Ijahman Levi dopo una conversione religiosa al movimento rastafari avvenuta in prigione, dove stette dal 1972 al 1974.

## Discografia
- 1978 : Haile I Hymn [Chapter 1] - Mango Records
- 1979 : Are We a Warrior - Mango Records
- 1983 : Tell It to the Children - Tree Roots
- 1984 : Africa - Tree Roots
- 1985 : Lilly of My Valley - Tree Roots
- 1995 : Live in Paris - Tree Roots
- 1996 : Sings Bob Marley - Com Four
- 2003 : Roots of Love - Melodie
- 2006 : Every knee - Kondie Awire